# 塔德波爾島
65°56′S 65°19′W / 65.933°S 65.317°W
塔德波爾島是南極洲的島嶼，位於葛拉漢地的葛拉漢海岸，處於費林角以北，在1959年由英國南極名稱諮詢委員會命名，現時由南極條約體系管理。